# グアヤキル
グアヤキル（スペイン語: Santiago de Guayaquil [ɡwaʝaˈkil] ( 音声ファイル)）は、エクアドルの最大の都市にして最大の港湾都市。グアヤキル湾に注ぐグアヤス川の河口から約60km上流の沖積地（一部河口州）に位置する。人口は269万8077人（2019年）で周縁地区を合わせると300万人を超える人口を擁する。

## 概要

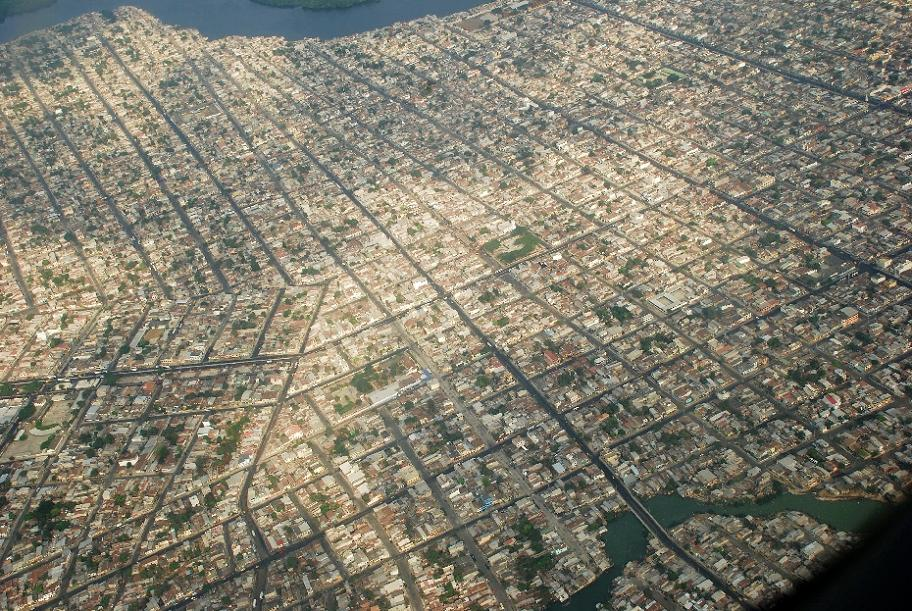
空から見たグアヤキル

市はエクアドルでの商業と製造業の中心地である。市は大きくスル、セントロ、ノルテの3地域に分かれ、それぞれ工業・一般居住地区、商業地区、高所得者居住地区とされてきたが、最近ではセントロを除く他地区はこの分類が曖昧になりつつある。
スルのグアヤス川沿いには水産加工場や製粉工場、造船・船舶修理工場などが集中している。グアヤキル港はこのスル地区最南部にあり、主な取り扱い貨物はバナナ、カカオなどの農産物である。2007年に一部がコンテナ専用埠頭に改装され、現在ではエクアドル最大のコンテナ取扱量となっている。
グアヤキル大学、サンティアーゴ・デ・グアヤキル・カトリック大学、グアヤキル経営技術大学、ビセンテ・ロカフエルテ・ライ総合大学およびエクアドル工科大学がある。

## 歴史

1741年のグアヤキル

町の創設前にも、この地に原住民は居住していた。1538年7月25日、スペインのコンキスタドールのフランシスコ・デ・オレリャーナにより、「Muy Noble y Muy Leal Ciudad de Santiago de Guayaquil」の名前で町が創設された。1600年の人口は、およそ2,000人であり、1700年までに、1万人を超えていたとされる。
1687年、町は George d'Hout 率いるイギリス海賊と、Picard と Groniet が率いるフランス海賊に襲撃され、略奪にあった。260人以上いた海賊側は35人が死亡し、46人が負傷、町の防御に当たった者75人が死亡し、100人以上が負傷した。海賊は、現地住民の女性を奴隷にした。
1709年、船長のウッズ・ロジャーズやウィリアム・ダンピア、及びその手下たち110人からなるイギリスの私掠船に街は襲撃され、身代金を要求された。しかし、黄熱病の流行によってロジャーズらは身代金を諦め、グアヤキルを去った。
1820年10月9日、「Granaderos de Reserva」の軍人やグアヤキルに野営していた大隊の軍人に支援された市民グループが、スペイン王国の衛兵による抵抗に勝利して、ほとんど流血なしに、スペインの統治機関職員を捕らえた。グアヤキルはスペインからの独立を宣言し、Libre de Guayaquil 州となり、ホセ・ホアキン・デ・オルメドが街の首長 (Jefe Civil) に指名された。このことは、エクアドル独立戦争での決定的な勝利を意味した。

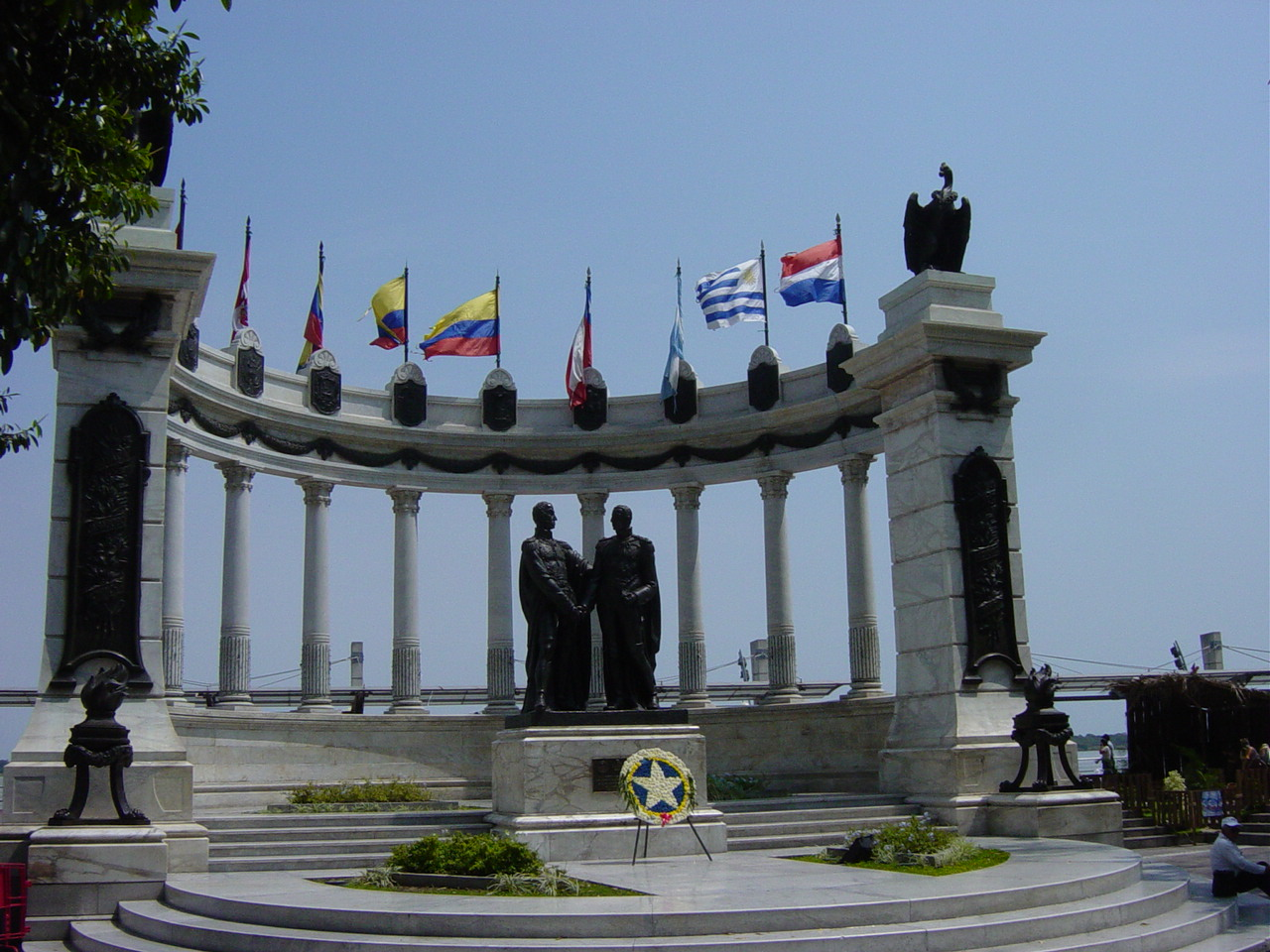
シモン・ボリバルとホセ・デ・サン＝マルティンの会談を表現したモニュメント

1822年7月26日、ホセ・デ・サン＝マルティンとシモン・ボリバルは、スペイン領南アメリカの独立を計画するために、グアヤキルで有名な会議を開いた。
1829年、街はペルー軍に侵攻され7か月間占領された。1860年、街はグアヤキルの戦いの舞台となった。1896年、大火により街の大半の部分が破壊された。

## 気候
| グアヤキルの気候                         | グアヤキルの気候 | グアヤキルの気候 | グアヤキルの気候 | グアヤキルの気候 | グアヤキルの気候 | グアヤキルの気候 | グアヤキルの気候 | グアヤキルの気候 | グアヤキルの気候 | グアヤキルの気候 | グアヤキルの気候 | グアヤキルの気候 | グアヤキルの気候 |
| 月                                       | 1月              | 2月              | 3月              | 4月              | 5月              | 6月              | 7月              | 8月              | 9月              | 10月             | 11月             | 12月             | 年               |
| ---------------------------------------- | ---------------- | ---------------- | ---------------- | ---------------- | ---------------- | ---------------- | ---------------- | ---------------- | ---------------- | ---------------- | ---------------- | ---------------- | ---------------- |
| 最高気温記録 °C （°F）                   | 37.2 (99)        | 35.4 (95.7)      | 37.3 (99.1)      | 35.8 (96.4)      | 35.2 (95.4)      | 35.0 (95)        | 34.1 (93.4)      | 34.7 (94.5)      | 34.4 (93.9)      | 35.1 (95.2)      | 35.4 (95.7)      | 36.7 (98.1)      | 37.3 (99.1)      |
| 平均最高気温 °C （°F）                   | 31.2 (88.2)      | 31.2 (88.2)      | 32.2 (90)        | 32.0 (89.6)      | 31.2 (88.2)      | 29.8 (85.6)      | 29.1 (84.4)      | 29.7 (85.5)      | 30.5 (86.9)      | 30.2 (86.4)      | 31.1 (88)        | 31.8 (89.2)      | 30.8 (87.4)      |
| 日平均気温 °C （°F）                     | 27.1 (80.8)      | 27.3 (81.1)      | 28.0 (82.4)      | 27.8 (82)        | 26.9 (80.4)      | 25.7 (78.3)      | 25.0 (77)        | 25.2 (77.4)      | 25.5 (77.9)      | 25.6 (78.1)      | 26.2 (79.2)      | 27.1 (80.8)      | 26.5 (79.7)      |
| 平均最低気温 °C （°F）                   | 23.0 (73.4)      | 23.4 (74.1)      | 23.7 (74.7)      | 23.5 (74.3)      | 22.6 (72.7)      | 21.5 (70.7)      | 20.8 (69.4)      | 20.7 (69.3)      | 20.5 (68.9)      | 20.9 (69.6)      | 21.3 (70.3)      | 22.4 (72.3)      | 22.0 (71.6)      |
| 最低気温記録 °C （°F）                   | 20.0 (68)        | 15.8 (60.4)      | 19.9 (67.8)      | 19.4 (66.9)      | 18.5 (65.3)      | 17.6 (63.7)      | 17.0 (62.6)      | 17.2 (63)        | 17.2 (63)        | 17.8 (64)        | 17.0 (62.6)      | 18.0 (64.4)      | 15.8 (60.4)      |
| 降水量 mm （inch）                       | 200.7 (7.902)    | 332.0 (13.071)   | 315.7 (12.429)   | 207.7 (8.177)    | 62.6 (2.465)     | 34.0 (1.339)     | 15.6 (0.614)     | 1.2 (0.047)      | 1.5 (0.059)      | 5.6 (0.22)       | 29.1 (1.146)     | 68.0 (2.677)     | 1,263.2 (49.732) |
| 平均降水日数 （≥1.0 mm）                 | 12               | 14               | 15               | 10               | 4                | 1                | 0                | 0                | 0                | 1                | 0                | 2                | 59               |
| 出典1：World Meteorological Organization |                  |                  |                  |                  |                  |                  |                  |                  |                  |                  |                  |                  |                  |
| 出典2：NOAA                              |                  |                  |                  |                  |                  |                  |                  |                  |                  |                  |                  |                  |                  |

## 交通
- ホセ・ホアキン・デ・オルメード国際空港

## 治安
夜間に凶悪犯罪が多発する地域も多く、エクアドルで最も治安の悪い都市としても知られる。グアヤキルを含むグアヤス県では、2012年1月からの半年間で殺人が296件、強盗が6593件も発生した。グアヤキルではノグチ通りや民芸品市場近くのロハ通りでも観光客狙いの強盗が多数発生しているほか、一般市民でも銃を所持している場合もあり犯罪が凶悪化している。2013年12月、グアヤキルで新婚旅行中の日本人夫婦が襲撃され、夫が死亡し妻も重傷を負った。
2020年、2019新型コロナウイルスの感染が拡大すると市内でも死者が増加した。するとウイルス感染を恐れる市民により路上に遺体を放置する事例が続出、市当局が回収に追われることとなった。また、ソーシャルメディア上に映像が公開され世界中に拡散して話題となったことから、副大統領が混乱に対して謝罪した。

## スポーツ
プロサッカークラブのバルセロナSCとCSエメレクの本拠地であり、両チームの戦いはクラシコ・デル・アスティジェーロと呼ばれる。
原則、エクアドル国内での“クラシコ (Clasico)”の呼称はこの二チームの戦いを指す。
他のサッカークラブとしてはグアヤキル・シティFCがある。

## 観光
- グアヤキル・メトロポリタン大聖堂
- グアヤキル歴史公園（スペイン語版）
- マレコン2000（スペイン語版） グアヤス川沿いに整備された遊歩道。
- ラスペニャス地区

## 姉妹都市
- ジェノヴァ、イタリア
- ヒューストン、アメリカ合衆国
- サンティアゴ・デ・チレ、チリ
- 上海、中華人民共和国

## 日本との関係
1918年、黄熱病に苦しんでいたエクアドルにロックフェラー医学研究センター（現・ロックフェラー大学）の要請で派遣された野口英世はグアヤキルに滞在し、病原体を発見した。英世が発見したのは黄熱病のものではなかったと後年言われたが当時、英世のワクチンで多くの人が救われ、黄熱病の流行が沈静したことからグアヤキルをはじめ、エクアドル各地でその功績が顕彰された。

## ギャラリー

スペイン統治時代の市章
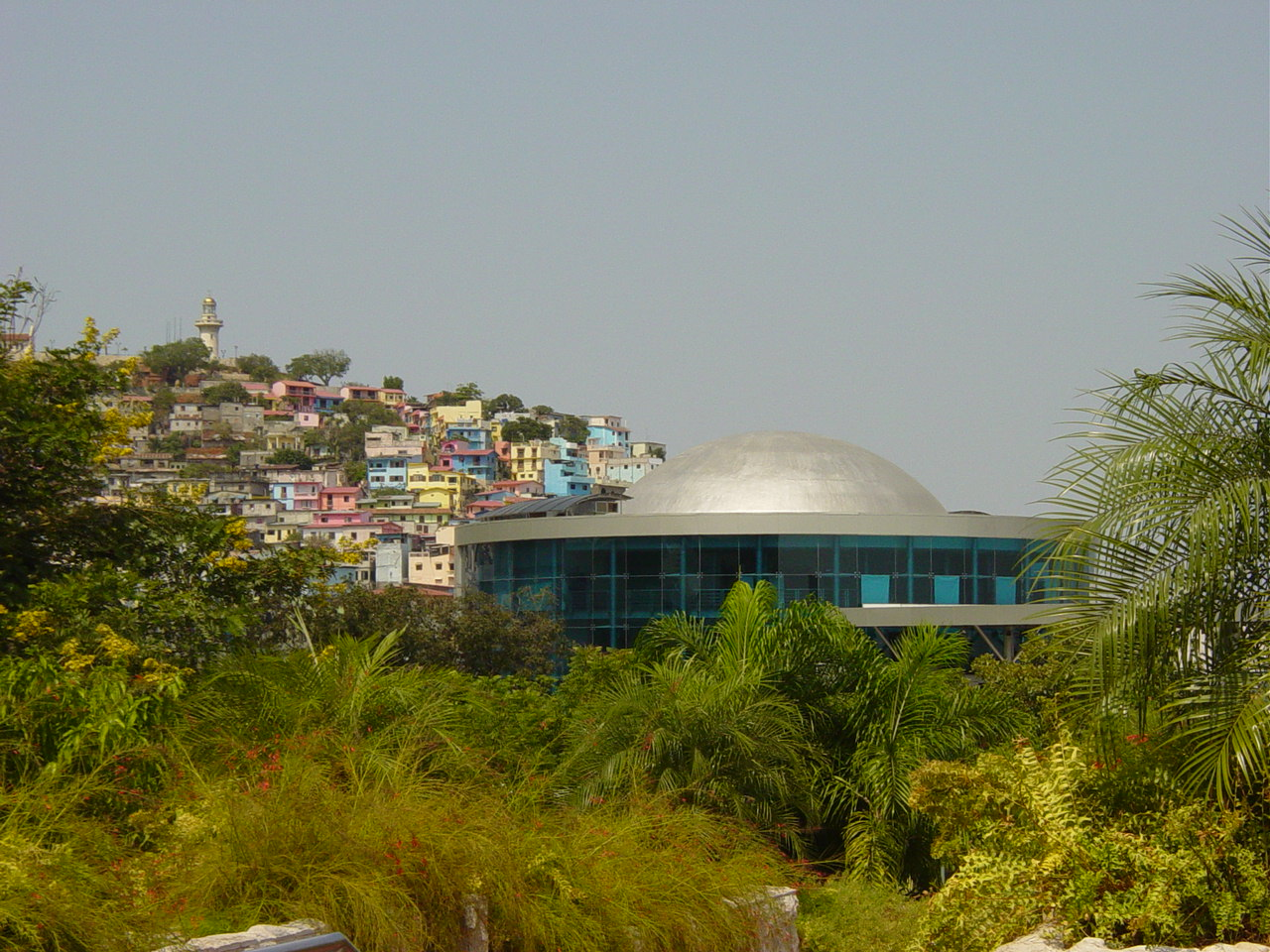
マレコン2000にある映画館「アイマックス」
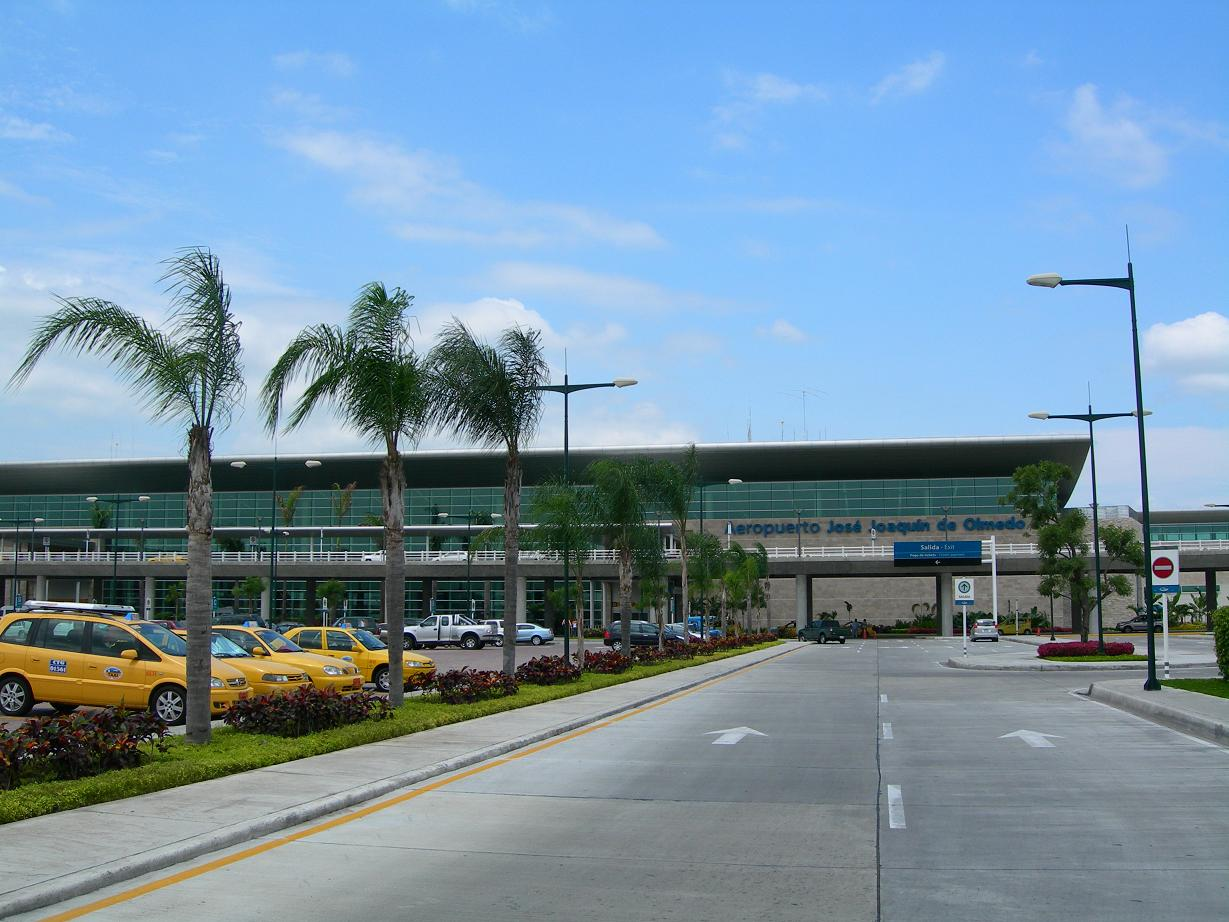
ホセ・ホアキン・デ・オルメド国際空港
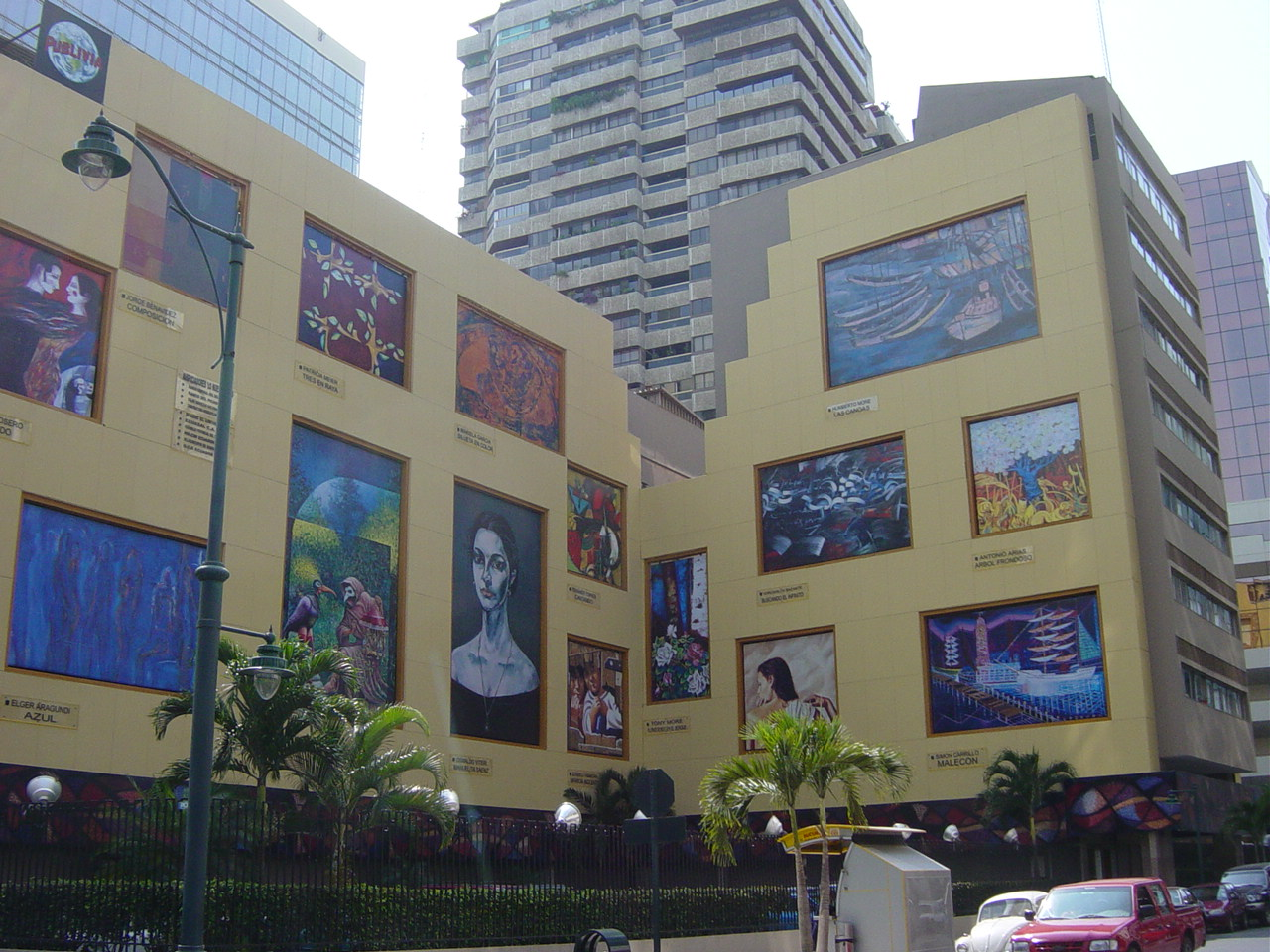
エクアドル中央銀行グアヤキル支店
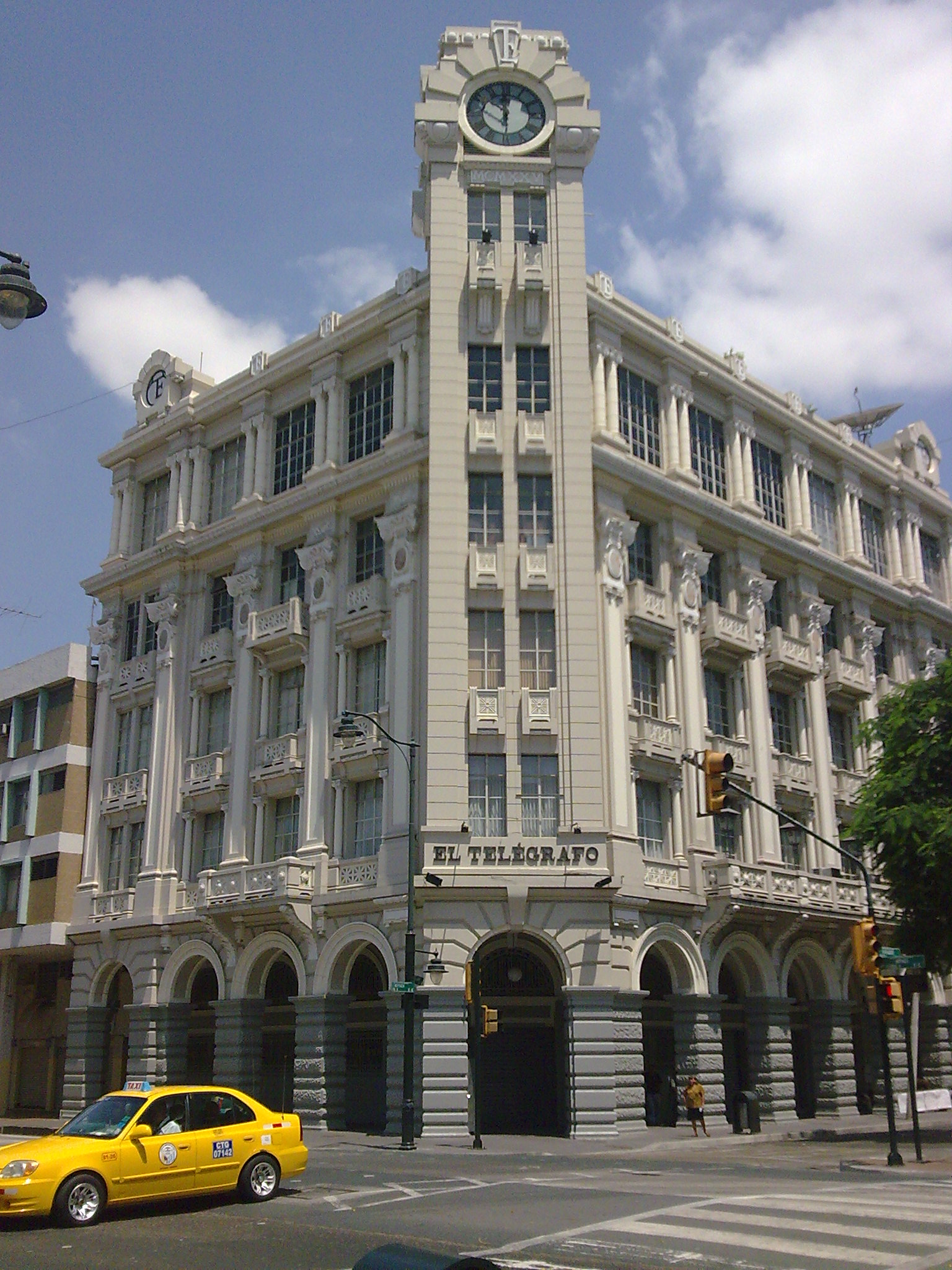
エル・テレグラフォ新聞の旧ビル
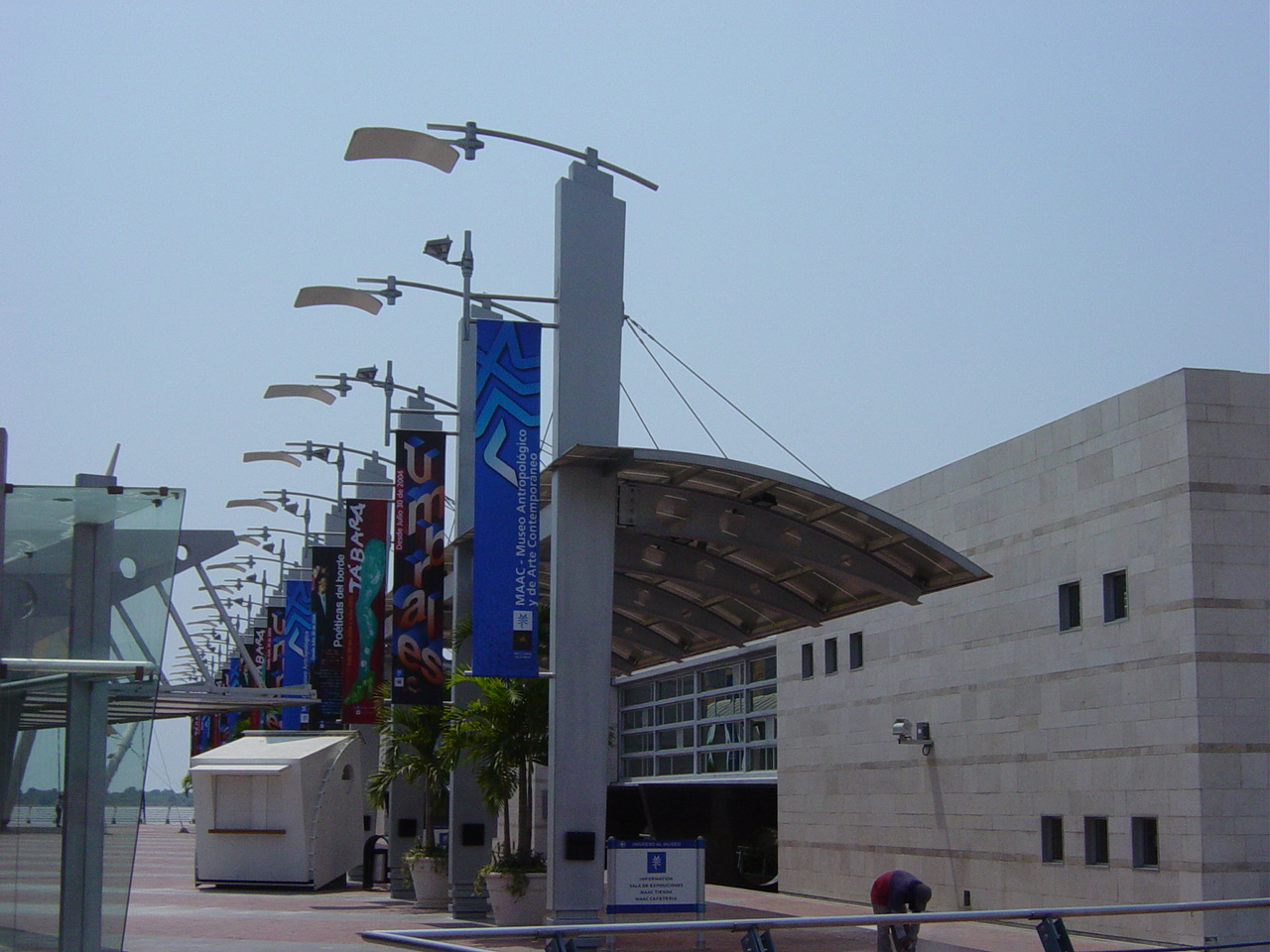
人類学博物館及び現代アート美術館 (MAAC)
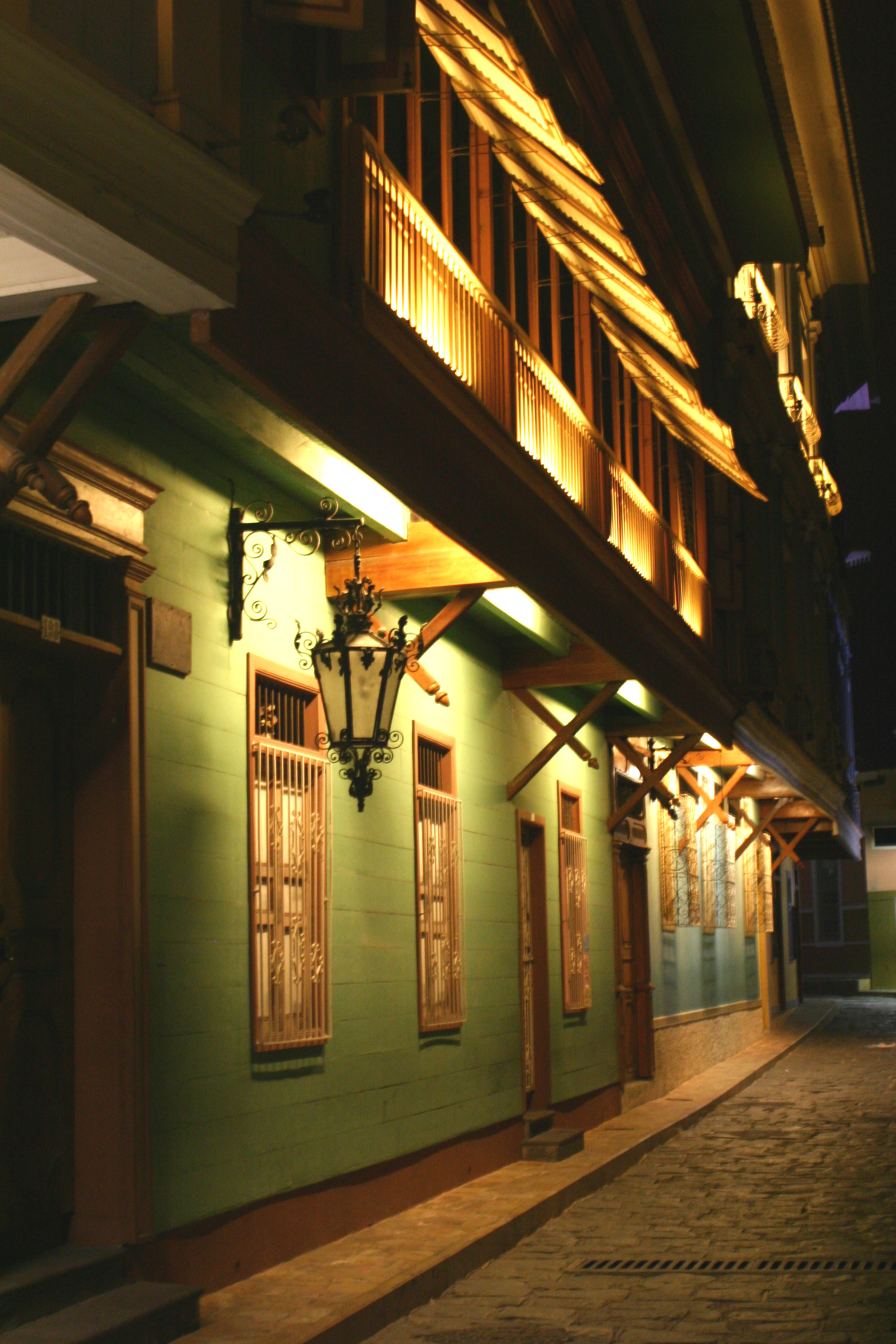
ラス・ペニャス地区の住宅の玄関
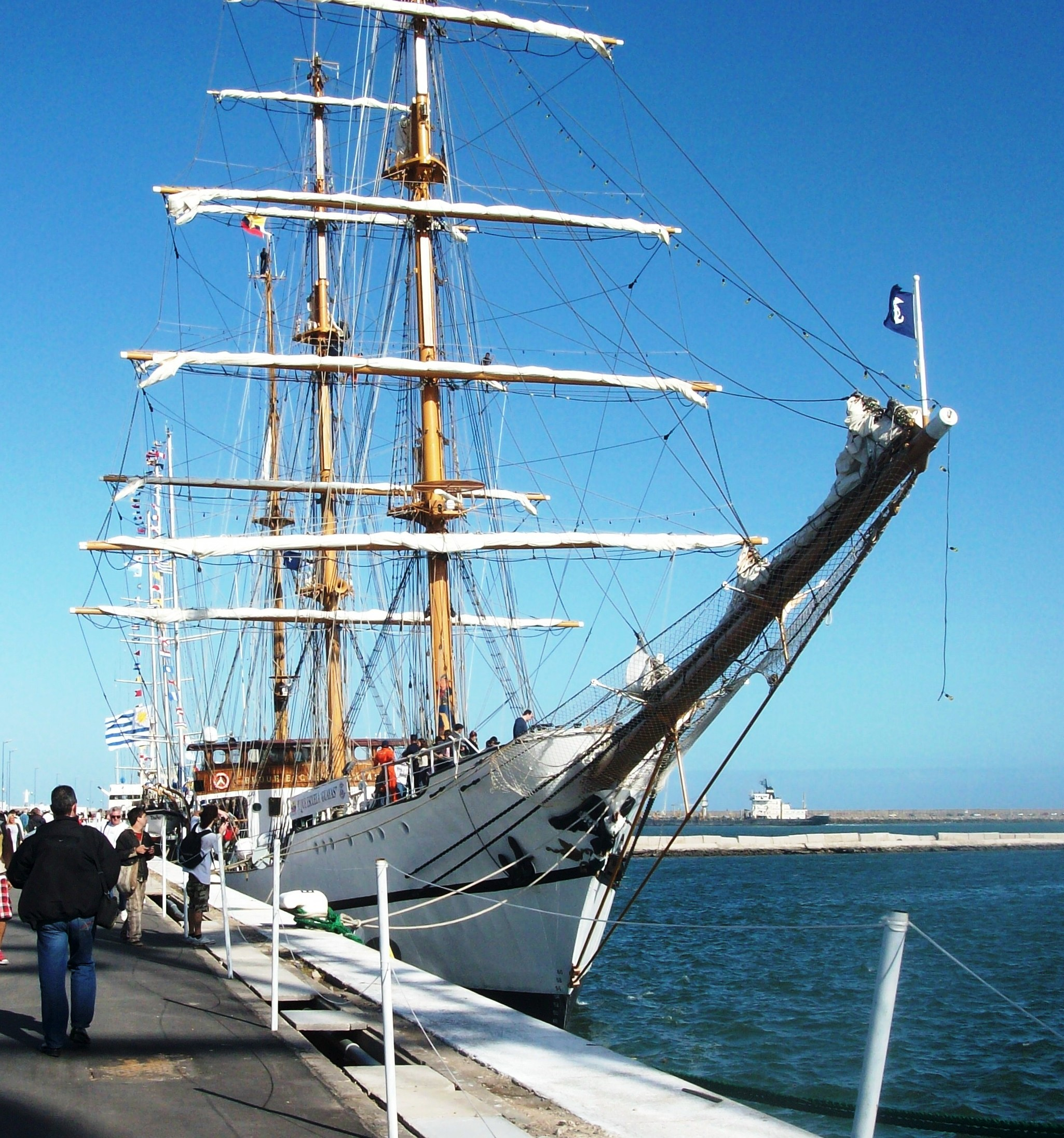
帆船グアヤス (Guayas)
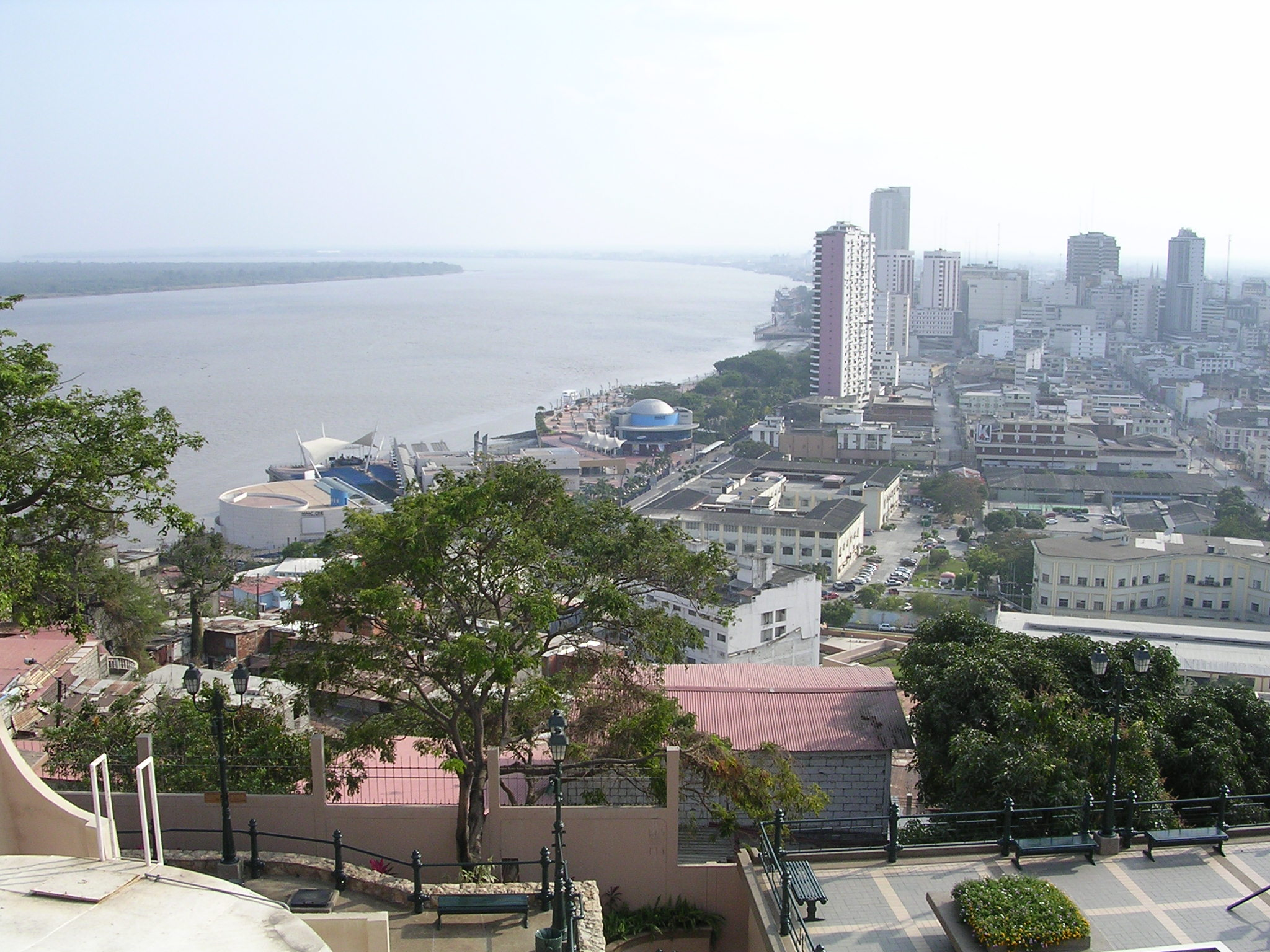
グアヤス川
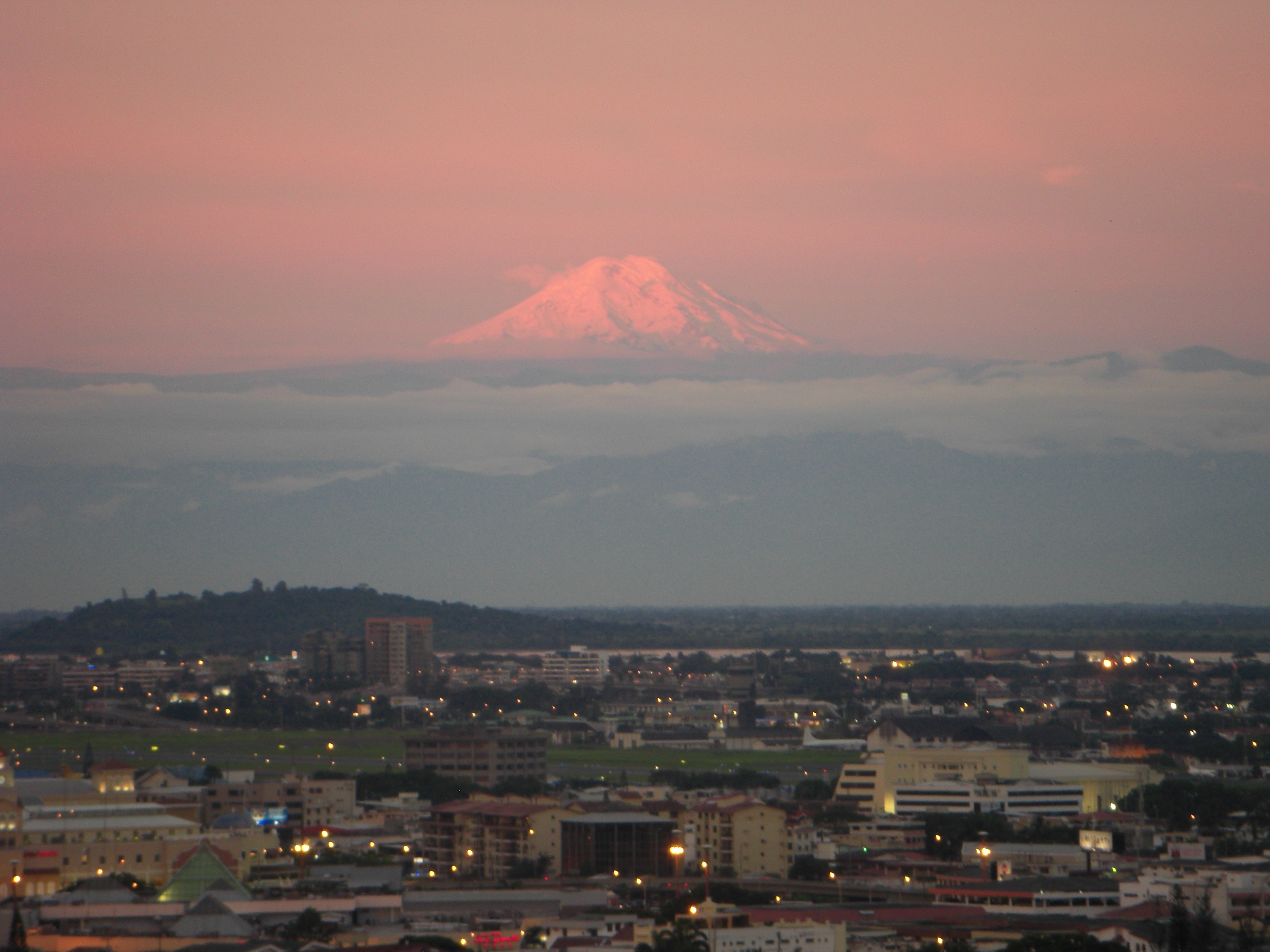
天気が良ければ、142キロ離れた高さ6268メートルのチンボラソ山を望むことができる。